# Romersk-katolska kyrkan

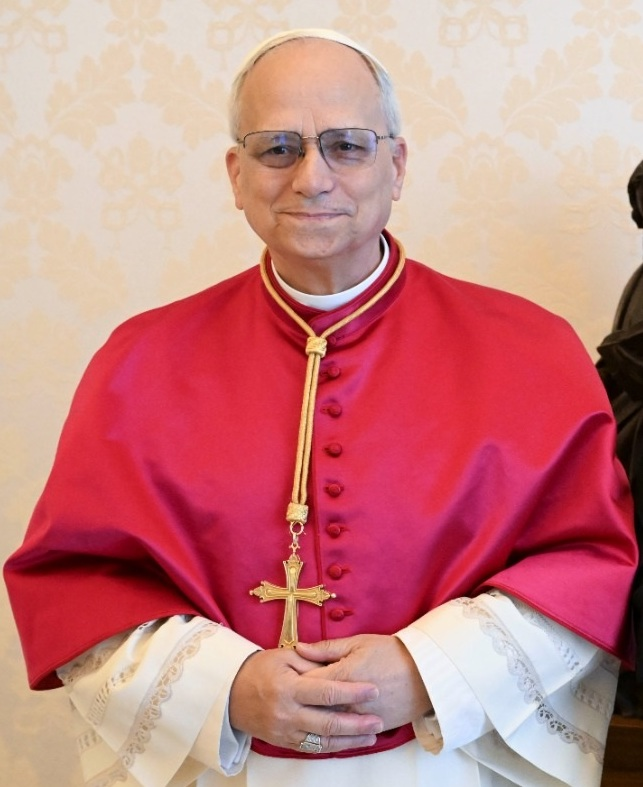
Leo XIV, som sedan 2025 är den katolska kyrkans 267:e och nuvarande påve.

Romersk-katolska kyrkan (latin: Ecclesia Catholica Romana), eller Katolska kyrkan (latin: Ecclesia Catholica), är världens största kristna samfund med över 1,3 miljarder medlemmar. Som en av världens största och äldsta institutioner har den spelat en avgörande roll i västvärldens utveckling. Kyrkan leds av biskopar ledda av påven, Roms biskop. Till sin hjälp har han Kurian och kardinalerna. Sedan 2025 är nuvarande påve Leo XIV. Anhängarna, omfattande samtliga 23 självbestämmande delkyrkor i full gemenskap med påven, kallas katoliker.
Kyrkan består av 24 autonoma kyrkor (sui iuris); inkluderat den latinska kyrkan och 23 katolska östkyrkor.
Katolska kyrkan anses vara grundad av Jesus Kristus under första århundradet e.Kr. Biskoparna betraktas som efterträdare till Jesu lärjungar. Påveämbetet anses instiftat av Jesus när han gav aposteln Petrus ett ansvar som ledare i apostlakretsen och därmed för kyrkan.
Förutom dygder som tro, hopp och kärlek, att förkunna evangeliet och utöva barmhärtighet ingår i katolskt trosliv (så som det definierats sedan medeltiden) sju sakrament: dopet, konfirmationen, eukaristin, försoningen, de sjukas smörjelse, ordinationen och äktenskapet. Kyrkan vördar särskilt Jesu mor jungfru Maria såsom Guds moder. Utöver detta varierar betoning på teologi, doktrin och liturgi inom den största delkyrkan inom katolska kyrkan (den latinska kyrkan), östkatolska delkyrkor, samt religiösa institut och sällskap, inklusive munk- och nunneordnar.
Kyrkan uppmanar till goda gärningar, såsom hjälp åt sjuka, fattiga, äldre, svaga och utsatta. Den är världens största icke-statliga förmedlare av utbildning och hälsovård, med ett världsomspännande nätverk av katolska barnhem, skolor, universitet, sjukhus och välgörenhetsorganisationer. Principerna för den katolska kyrkans verksamhet på det sociala området har formulerats i den så kallade katolska socialläran.
Katolska kyrkan har både präglats av och inspirerat västerländsk filosofi, vetenskap, konst och kultur under cirka 2000 år. Under medeltiden var kyrkan den viktigaste enande kraften i Europa.
Katolska kyrkan har existerat i Sverige sedan medeltiden. Den förste kände missionären var Ansgar på 800-talet, men först under 1000-talet började kyrkan på allvar slå rot i landet. Under 1500-talet reformerade kung Gustav Vasa Uppsala kyrkoprovins till det som kom att kallas Svenska kyrkan och utropade sig själv till kyrkans överhuvud. Efter en övergångsperiod proklamerade Svenska kyrkan sig själv som en luthersk kyrka. Romerska katoliker bannlystes och kriminaliserades fram till toleransediktet 1781. År 1860 avkriminaliserades konvertering av svenska medborgare till romersk-katolska kyrkan. År 1951 tilläts utträde ur Svenska kyrkan utan inträde i annat kristet samfund. År 1977 försvann det sista lagförbudet mot romersk-katolska kloster. Katolska kyrkan i Sverige företräds av Stockholms katolska stift, som formellt upprättades 1953.

## Namn

Sankt Petrus korslagda nycklar, en symbol för katolska kyrkan.

Termen "katolsk" kommer av grekiskans καθολικός (katholikos) i betydelsen "universell", och användes för att beskriva kyrkan första gången under det tidiga 100-talet. Termen katholikos motsvaras av καθόλου (katholou), en sammanbindning av καθ' ὅλου (kath' holou) som betyder "i enlighet med helheten". Kombinationen "katolska kyrkan" (he katholike ekklesia) är dokumenterad tidigast i Ignatius av Antiochias brev till Smyrna från ungefär år 110 e. Kr. Hos Kyrillos av Jerusalems (315-386) används "katolska kyrkan" som särskiljning från andra grupper som också benämner sig som "kyrkan".
Efter öst-västliga schismen 1054 antogs inom östlig kristendom adjektivet "ortodox" som distinkt epitet, medan kyrkan i gemenskap med heliga stolen lade tyngdvikten vid "katolsk". Detta kännetecken kvarstod till reformationen under 1500-talet, när de som gav upp gemenskapen med påven blev kända som protestanter.
Namnet "katolska kyrkan" är det mest förekommande i officiella romersk-katolska dokument. Det var även namnet påve Paulus VI angav när han signerade dokumenten från Andra Vatikankonciliet.

## Organisation och demografi
Kyrkan organiseras av 224 kardinaler och över 5 000 biskopar ledda av biskopen av Rom, känd som påven, med kurian som huvudorgan. Den nuvarande påven är sedan 2025 Leo XIV.
Därutöver finns cirka 412 000 präster, 722 000 nunnor och 336 000 lekmannamissionärer.
Katolska kyrkan driver världen över cirka 70 500 förskolor, 92 800 grundskolor och 43 600 gymnasieskolor. I kyrkans välgörenhetsarbete ingår cirka 5 300 sjukhus, 18 200 kliniker, 17 200 äldreboenden och hem för personer med funktionsnedsättning samt 9 900 barnhem.
Över hälften av alla kristna i världen är katoliker.

### Latinska och östkatolska kyrkor
Under de första 1000 åren av katolska kyrkans historia utvecklades olika varianter av kristendom i västra och östra Europa, Asien och Afrika. Efter den stora schismen 1054 är de flesta östkyrkor inte i kommunion med den romersk-katolska kyrkan, men det finns 23 autonoma kyrkor av östlig tradition och rit (sui iuris) som är i katolsk kommunion. Det största samfundet är dock den latinska kyrkan som styrs av påven och stiftsbiskoparna som är utnämnda av honom. 

### Stift och församlingar

Antalet katoliker i världens länder, 2010.

Kyrkan delas in i kyrkoprovinser, där varje provins styrs av en ärkebiskop. Provinserna delas i sin tur in i stift, där varje stift delas in i dekanat. Dekanaten delas slutligen in i enskilda församlingar. Utöver systemet med kyrkoprovinser finns det en rad katolska ordnar (kongregationer) som är organisationer bildade av nunnor och munkar.
I den latinska kyrkan kan män genom vigningen tjänstgöra som präster eller diakoner i församlingarna. Män och kvinnor kan tjänstgöra som ministranter och vara lektorer. Historiskt har endast män kunnat vara ministranter, men sedan 1990-talet har även kvinnor kunnat vara ministranter.

Katolska kyrkan har ungefär 3 170 stift globalt.

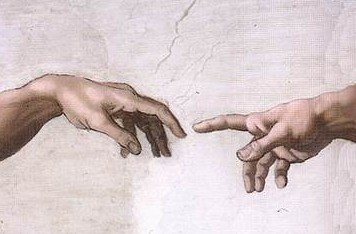
Detalj ur Adams skapelse av Michelangelo.

## Teologi och liturgi
Den katolska tron är i sin helhet officiellt utlagd i Katolska kyrkans katekes.

### Gud
Människan kan enligt katolsk tro få kunskap om Gud på två sätt: genom förnuftet och uppenbarelse. Genom förnuftet kan alla människor nå kunskap om att Gud skapar och upprätthåller världen samt är dess yttersta källa och mål. Gud refereras traditionellt till som ”Han” i katolska kyrkan. Gud anses dock vara varken man eller kvinna, även om man menar att såväl manliga som kvinnliga egenskaper återspeglar något av Guds egenskaper. Gud har också enligt katolsk tro uppenbarat sig för mänskligheten på olika sätt genom historien. Inte bara som skapare och upprätthållare, utan också som kärlek, och såsom treenig. Att Gud är treenig betyder att Gud är en men tar sig uttryck i tre personer: Fader, Son och helig Ande, (som är ett och samma väsen alla tre).

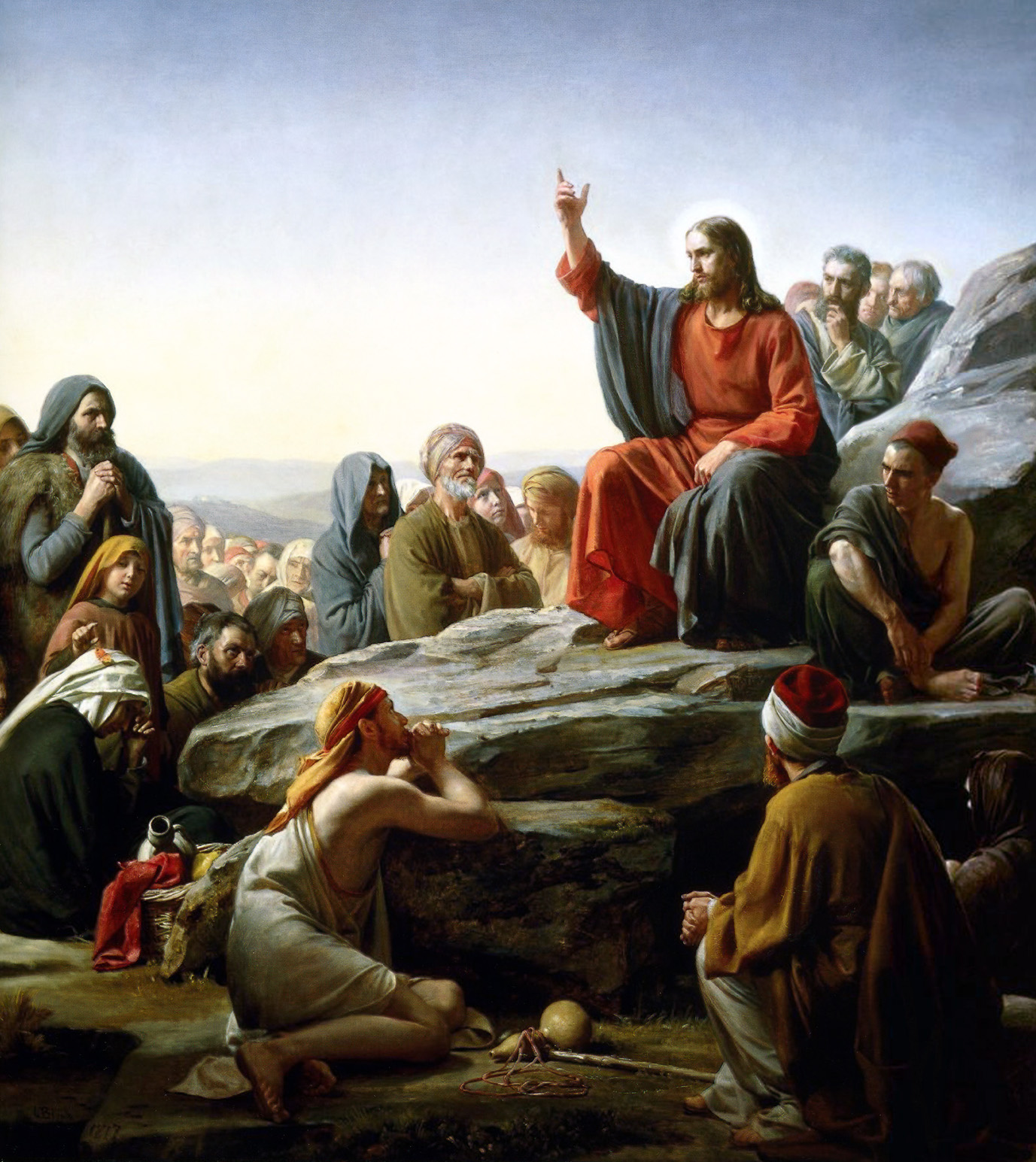
Jesus under bergspredikan i målning av Carl Bloch.

### Jesus Kristus
Katolska kyrkan lär att Gud, som är kärlek, har sänt sin ende son – sitt Ord (grekiska: Λόγος), treenighetens andra person – till mänskligheten. Gud, som enligt katolsk tro skapade människorna till sin avbild, utgav sin son till mänskligheten för att människans synder (bortvändhet från Gud) skulle förlåtas och världen därmed räddas eller, som det också kallas i detta sammanhang, frälsas. Han har blivit människa ”genom den helige Ande, av jungfru Maria” så att människorna, å sin sida, ska kunna upptas i Guds inre, treeniga liv och kärlek.
Guds son blev människa i Jesus från Nasaret. Jesus verkade offentligt under ett antal år runt år 30 i den då romerska provinsen Palestina, och blev korsfäst när Pontius Pilatus var romersk ståthållare där. Han återuppstod, enligt kristen tro, från de döda, undervisade under fyrtio dagar apostlarna, och uppsteg till himlen. Han sitter nu ”på Faderns högra sida”, vilket betyder att han blivit förhärligad av Fader, treenighetens första person.
Kristus är enligt katolsk tro sann Gud och sann människa med både mänsklig och gudomlig natur samtidigt i en person, Jesus Kristus.

### Kyrkan

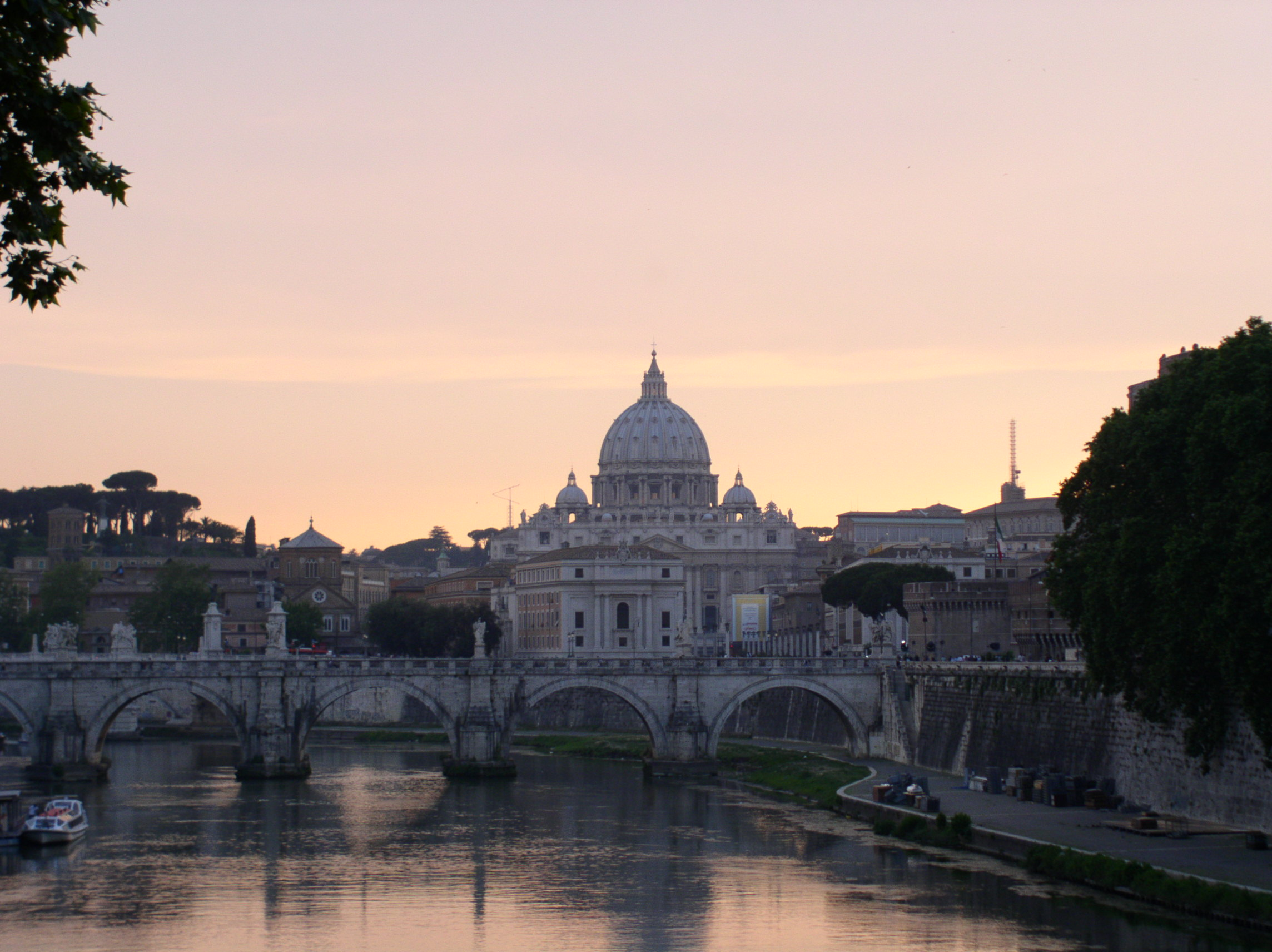
Peterskyrkan i skymningsljus. Peterskyrkan, som är Katolska kyrkans huvudkyrka, är belägen i Vatikanstaten i Rom, Italien.

Jesus samlade lärjungar omkring sig och av dessa utsåg tolv män till apostlar. Dessa lärjungar och apostlar är enligt katolsk tro den urcell som sedan blev hans kyrka. Helig Ande ”utgöts” på den första pingsten, vilket räknas som kyrkans egentliga grundande. I apostlaskaran hade Petrus ett särskilt uppdrag, ett uppdrag som biskopen av Rom, känd som påven.
Katolsk teologi anger flera namn för kyrkan. Ett är ”Kristi kropp” – kyrkan är Kristi lemmar på jorden sedan hans upptagning till himlen. Ett annat är ”Kristi brud” – kyrkan är det nya Israel, de trogna, ständigt inväntande sin brudgums, Jesus Kristus, återkomst i härlighet på den så kallade yttersta dagen. Ett tredje namn är ”de heligas gemenskap” (communio sanctorum) – de som genom dopet är upptagna i Kristi kropp har också del i hans helighet. De som i denna mening är heliga sägs kunna vara på tre olika stadier i sin själavandring mot målet, ibland refererat till som det himmelska Jerusalem: på jorden (”den stridande kyrkan”), i skärselden eller i fullbordan i himlen.
Kyrkan, Kristi kropp, ”subsisterar”, vilket betyder ungefär "förverkligas", enligt katolsk tro i katolska kyrkan, men kommer också till uttryck om än på ofullständigt sätt i andra kyrkogemenskaper, varav de ortodoxa kyrkorna står särskilt nära.

### Maria

Bebådelsen, fresk av Fra Angelico (cirka 1432).

Jungfru Maria vördas i hela katolska kyrkan som det främsta av helgonen. Maria är enligt katolsk lära Jesu mor, och attribueras därför också Guds moder i tiden. Katolska kyrkan lär också att Maria är född utan arvsynd samt kroppsligen upptagen och krönt i himlen. Hon anses av katolska kyrkan vara den första människa som nått det himmelska målet genom Jesus Kristus, och vördas som en förebild och förebedjerska.

### Sakrament
Katolska kyrkans katekes beskriver sakrament på följande vis: ”Sakramenten är tecken som kan uppfattas med våra sinnen (ord och handlingar) och som är tillgängliga för vår mänskliga natur så som vi nu känner den. De meddelar på ett verksamt sätt den nåd som de betecknar i kraft av Kristi handlande och den helige Andes makt.”
I katolska kyrkan finns sju sakrament:

#### Dopets sakrament
Dopet är enligt katolska kyrkan, en initiationsrit. I dopet renas människan från arvsynd och personliga synder. Den som döps blir också medlem i kyrkan. Dopet ses vidare som en gåva från Gud. Dopet ges också till spädbarn som, trots att de inte har personliga synder, behöver dopet pågrund av arvsynden. Ett spädbarn som är i livsfara kan döpas av vem som helst. Ett dop är permanent och kan inte upprepas. Katolska kyrkan erkänner dop som giltiga, även om de inte utförs av någon kristen eller katolik – förutsatt att de avser att döpa och att dopet görs i "Faderns och Sonens och den helige Andens namn".

#### Konfirmationens sakrament
För att fullborda nåden som ges i dopet, ser katolska kyrkan konfirmationen som nödvändigt. Om en vuxen person döps, ges konfirmationen vanligtvis direkt efteråt. I den västliga kyrkan ges konfirmationen av barn när de har nått en ålder så att de kan förstå, eller efter biskopens vilja.

#### Eukaristins sakrament
I den katolska kyrkan är eukaristin sakramentet som fullbordar den kristna initiationen. Ceremonin när en katolik för första gången får ta emot eukaristin kallas vanligtvis för "första kommunionen". Firandet av eukaristin, kallas mässa eller gudomlig liturgi, inkluderar böner och läsningar samt att brödet och vinet konsekreras av prästen och förvandlas därmed Jesu kropp och blod; en förvandling som kallas för transsubstantiation. Sakramentet gör Kristi offer på korset närvarande och förevigar det.

#### Botens och försoningens sakrament eller bikten
Botens sakrament finns för omvändelsen av dem som efter sitt dop har avskilt sig från Kristus genom synd. Sakramentet försonar människan med Gud när det kristna livet har skadats. Genom detta sakrament anses förbindelsen med Gud kunna återknytas.

#### De sjukas smörjelse
De sjukas smörjelse kallas även för sista smörjelsen. Det är ett sakrament som kyrkan anser ge tröst och kraft till den troende som är allvarligt sjuk, eller i dödsfara. Personen smörjs med olja på pannan och på händerna.

#### Vigningens sakrament

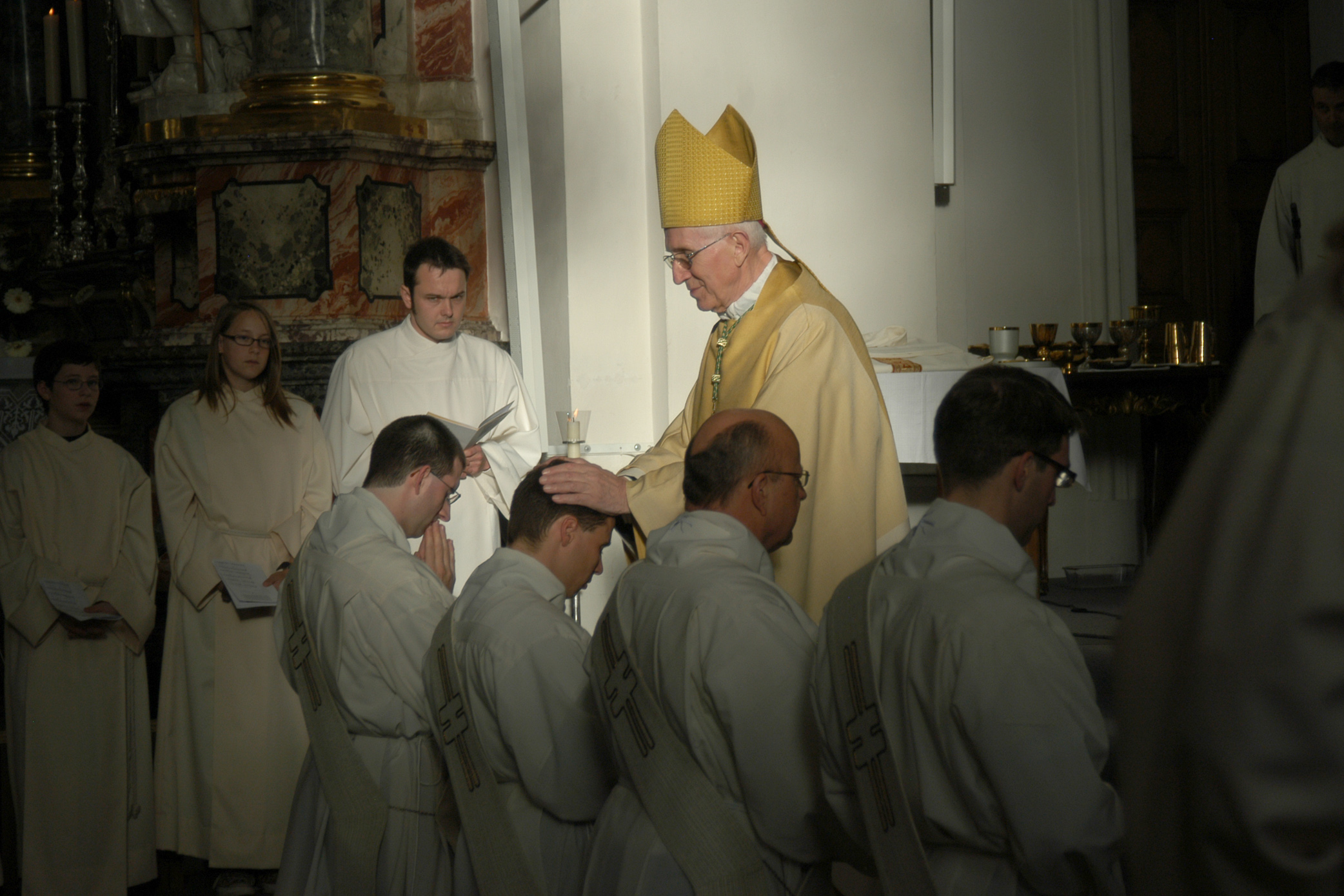
Handpåläggning av en biskop under en prästvigning.

Vigningen är ett sakrament där en person vigs till biskop, präst, eller diakon. Kyrkan menar att handpåläggningen i en vigning är ett tecken på att uppdraget från Kristus förs vidare. I den latinska kyrkan är prästämbetet endast öppet för män och generellt män i celibat. En katolsk präst får inte ingå äktenskap efter vigningen.

#### Äktenskapets sakrament
Katolska kyrkan lär att äktenskapet är ett socialt och andligt band mellan en man och en kvinna som är inriktat på makarnas bästa och barnafödande. Äktenskapet ses av kyrkan som ett tecken på Kristi kärlek till kyrkan. Vidare lär katolska kyrkan att ett äktenskap varar så länge som den andra parten lever och erkänner inte skilsmässa som ett giltigt äktenskaps slut. Ett omgifte är inte tillåtet om inte det tidigare äktenskapet förklarades ogiltigt.

## Historik

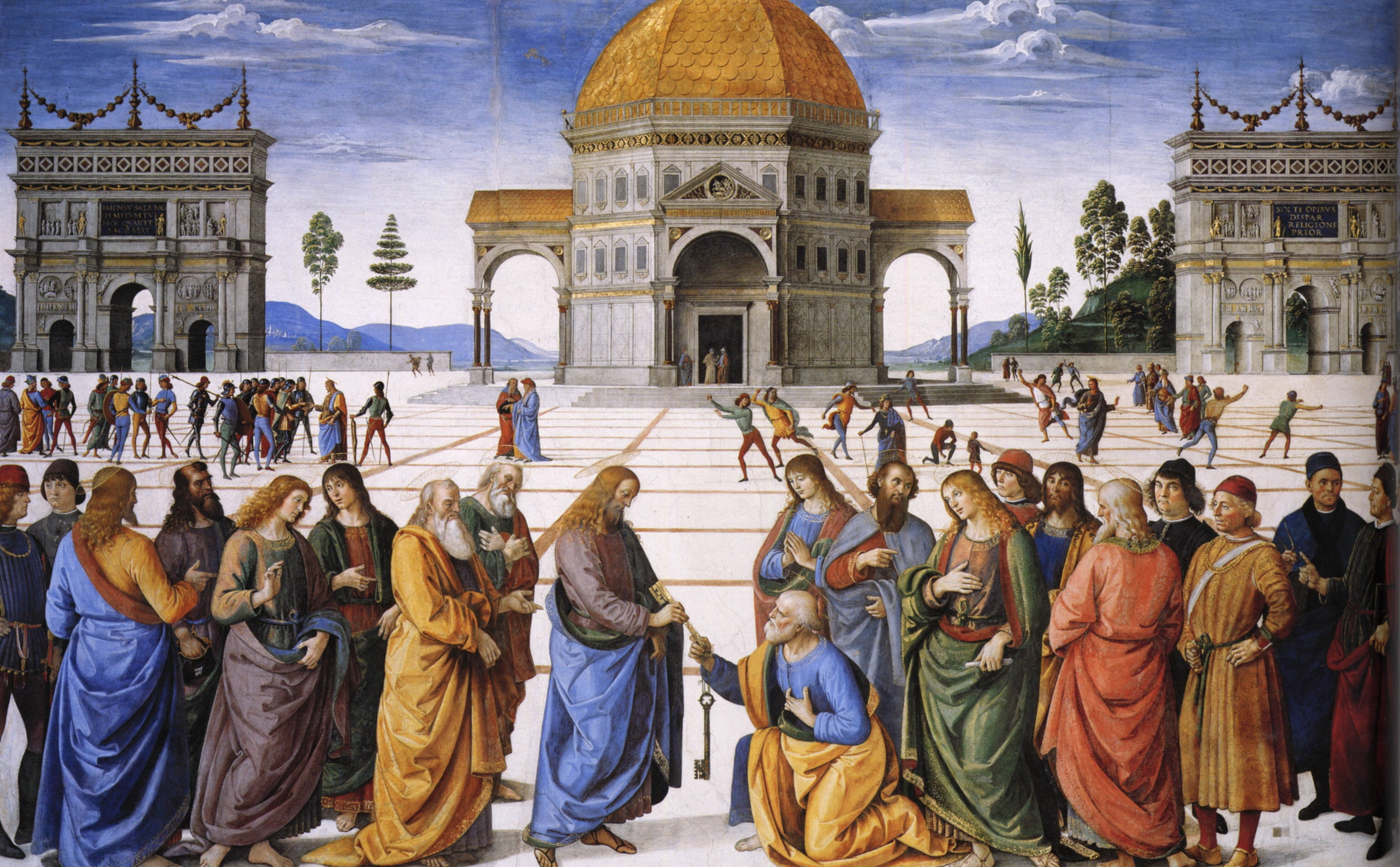
Fresco (1481–1982) av Pietro Perugino i Sixtinska kapellet, föreställande Jesus överlämnande nycklarna till himmelen åt Petrus.

### Sammanfattning

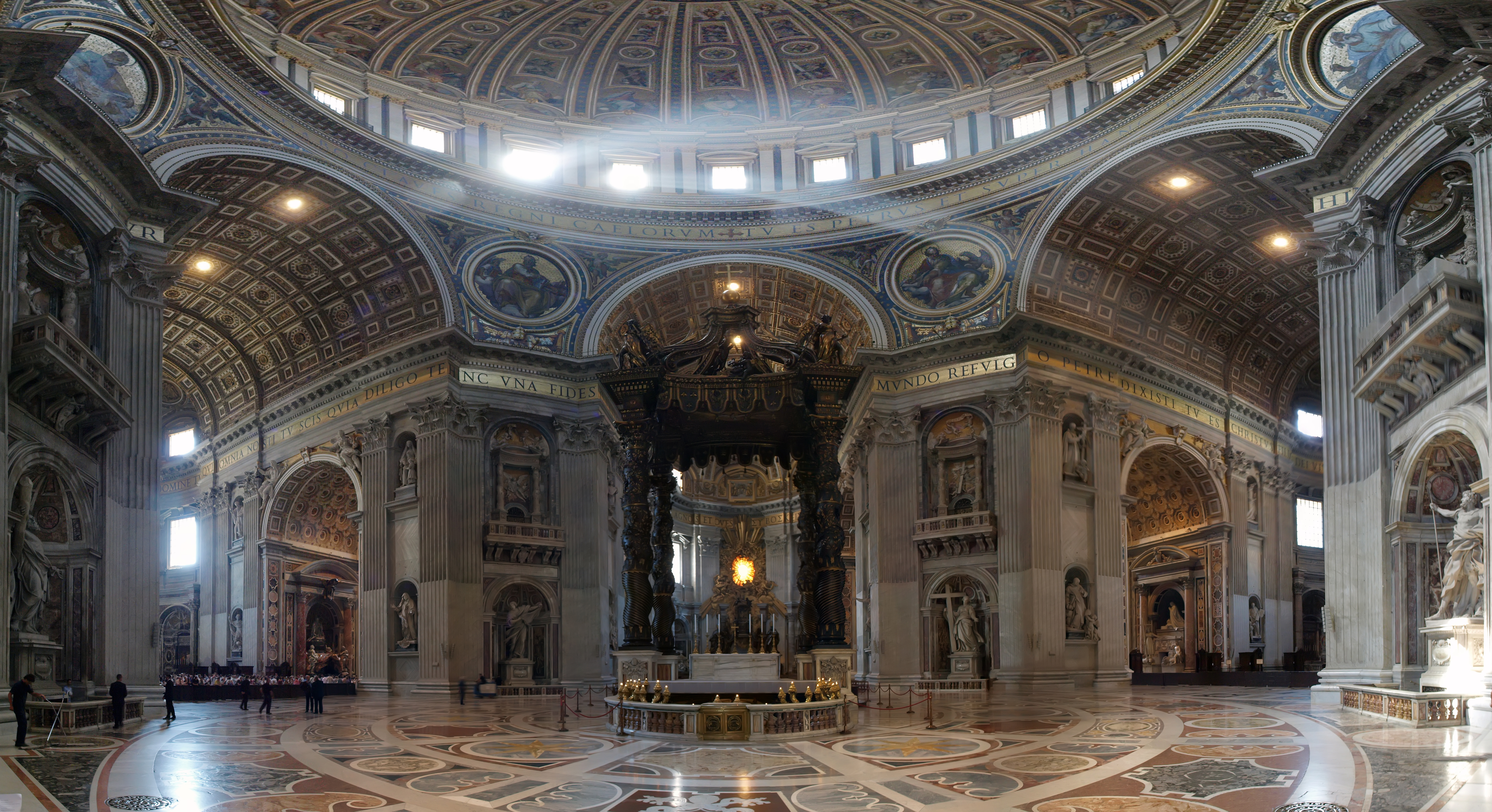
Interiör med altare i Peterskyrkan.

Historian bakom romersk-katolska kyrkan, även känd som katolska kyrkan, sträcker sig tillbaka till Jesu lära, som levde och verkade i provinsen Judéen, Romerska imperiet, under Första århundradet. Katolsk doktrin lär att den nutida kyrkan utgör en fortsättning på den tidiga kristna kretsen runt Jesus själv. Kyrkan betraktar sina biskopar som direkta efterföljare till de tolv Jesu apostlar, samt att biskopen av Rom, också känd som påven, utgör ensam efterföljare till aposteln Sankt Petrus, som anses ha utnämnts till kyrkans överhuvud i Nya Testamentet och verkade i Rom. Den tidiga kyrkan var löst organiserad, vilket resulterade i en spridning av diverse uppfattningar. En mer strukturerad hierarki utvecklades fram under slutet av 100-talet, och biskopar började organisera sig i regionala synoder för att lösa meningsskiljaktigheter inom doktrin och lära. Vid 200-talet framträdde biskopen av Rom som en yttersta instans i lärofrågor som biskoparna själva var oförmögna att lösa.
Kristendomen spreds i romerska imperiet trots förföljelser på grund av konflikter med den romerska statsreligionen. Dessa varade fram till kejsar Konstantin den stores legalisering av religionen med ediktet i Milano år 313. År 380 förklarades kristendomen som romersk statsreligion under kejsar Theodosius I genom ediktet i Thessaloniki som varade fram till Västromerska imperiets fall, samt senare under Bysantinska imperiet fram till Konstantinopels fall. Under denna tidsperiod (perioden för de ekumeniska koncilierna) etablerades fem huvudsakliga säten Eusebios: biskopen av Rom, ekumeniske patriarken av Konstantinopel, patriarken av Antiokia, Jerusalem och Alexandria, även känt som pentarki.
Efter Västromerska imperiets fall spelade kyrkan en viktig roll i att bevara klassisk civilisation. Man grundade kloster och sände missionärer runtom i Nordeuropa, ända upp till Sveariket. Inom Bysantinska imperiet dominerade östlig kristendom från 600-talet. Detta efter det att islam under sitt massiva erövringskrig omintetgjorde tre av fem patriarkala högsäten: först Jerusalem, sedan Alexandria, och slutligen Antiokia under 700-talet.
Nästföljande fem sekler präglades av konkurrens mellan kristendom och islam runtom hela medelhavsområdet. Slag som de vid Poitiers och Toulouse bevarade det katolska väst, även om själva Rom självt blev plundrat 850 och Konstantinopel belägrat. 1000-talet innebar också anspänningar mellan grekisktalande kristna i öst och latinska kyrkan i väst, vilket utmynnade i den öst-västliga schismen, delvis i fråga om påvens auktoritet. Det fjärde korstågets plundring av Konstantinopel utförd av avfällda korsriddare innebar det slutgiltiga uppbrottet.
Under 1500-talet bröt den protestantiska reformationen ut, och katolska kyrkan upptogs av en process av substantiella reformer och förnyelser kända som motreformationen. Under de efterföljande seklerna spreds katolicismen vida över världen på grund av kolonialismen trots att dess hegemoni utmanades i Europa av den växande protestantismen och senare även av religiös skepticism under upplysningstiden. Andra Vatikankonciliet under 1960-talet införde de mest betydande förändringarna sedan Tridentinska mötet tre sekler dessförinnan.

### Antiken och romartiden
Efter en period av sporadisk men intensiv förföljelse från de romerska ledarna, deklarerade Konstantin den store år 313 religionsfrihet i det romerska riket genom det milanesiska toleransediktet. Konstantin mottog enligt traditionen dopet på sin dödsbädd, och kallades den "förste kristne kejsaren" av Lactantius och Eusebios av Caesarea. 
Splittringen mellan Väst- och Östrom 395 ledde till en gradvis separation av Väst- och Östkyrkan. Efter Västroms fall 476 försvårades kommunikationen mellan väst och öst ytterligare.

### Medeltiden och renässansen

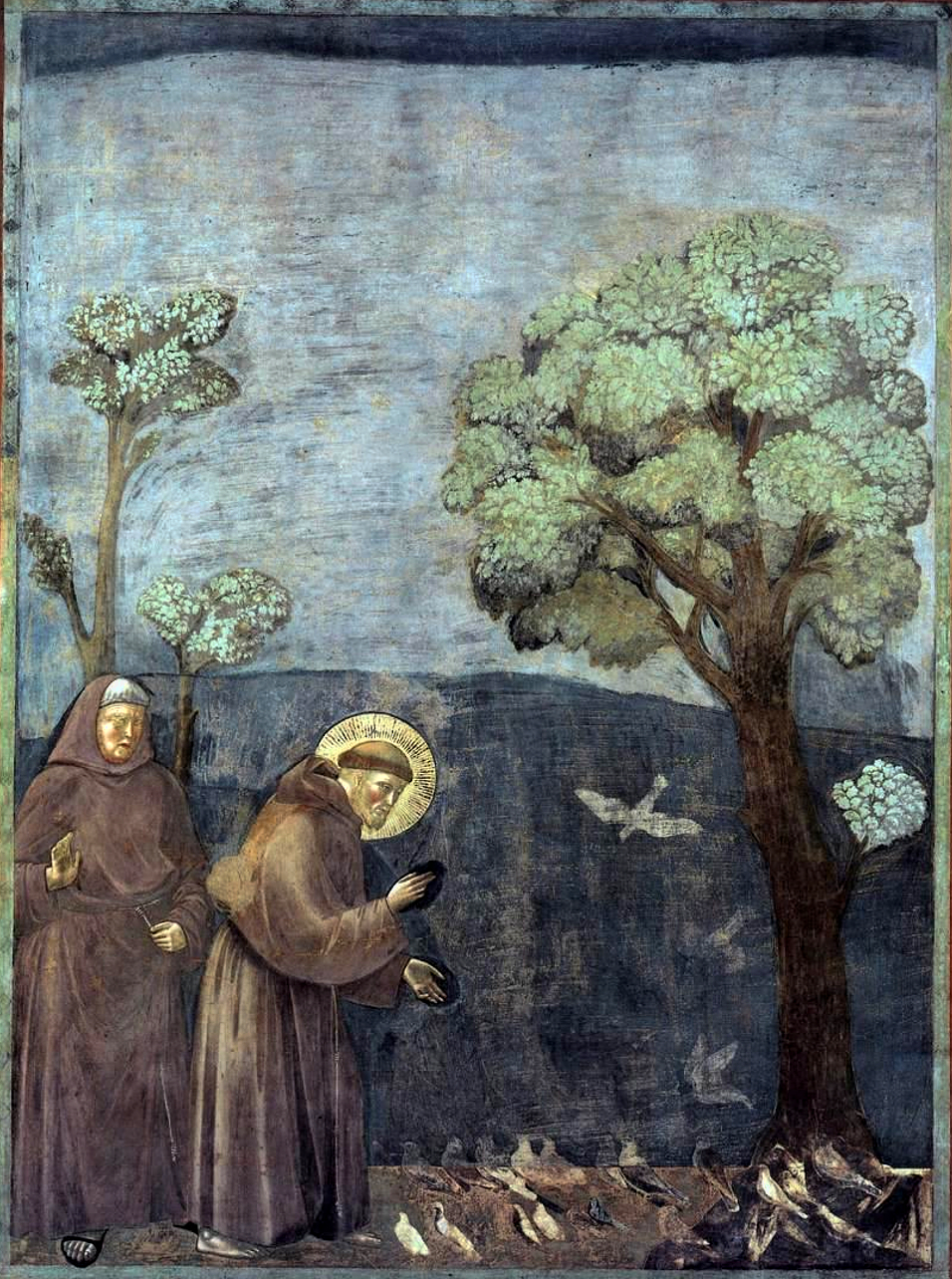
Sankt Franciskus legend, predikan för fåglarna, av Giotto di Bondone, Basilica San Francesco d'Assisi

Under medeltiden spreds den latinska kristendomen över västra och norra Europa. Under denna tid formades teologin av skolastiken, framför allt av teologen Thomas av Aquino. Hans Summa Theologiae var en intellektuell milstolpe. Under samma tid bildades också olika typer av klosterordnar som kom att få stor betydelse. Till dem hörde de så kallade tiggarordnarna: dominikanorden, franciskanorden och karmelitorden. Dominikanorden grundades av Dominic de Guzmán, franciskanorden av Franciskus av Assisi. 
I väst grundades de första universiteten i Europa av munkar. Under 1000-talet blev flera tidigare katedralskolor universitet, till exempel; Oxfords universitet och Paris universitet. 
Under 1100-talet börjar inkvisitionen, först i det katolska Kungariket Frankrike, som kyrkliga undersökningar av individer som var misstänkta för kätteri. Inkvisitionen sprids mellan europeiska länder.
Den medeltida kyrkan präglades av kontroverser kring hennes inflytande i Europa, samtidigt som den feodala maktuppdelningen under perioden medförde att somliga furstar gjorde anspråk på politiskt inflytande över kyrkan och dess rikedomar.

#### Östliga schismen 1054
År 1054 inträffade den stora östliga schismen, en schism med den västliga och östliga kristenheten, vars brytning blev definitiv då påvens sändebud lämnade en bannbulla på altaret i Hagia Sofia i Konstantinopel. Sedan dess har den romerska och de ortodoxa kyrkorna varit skilda åt, även om samtal mellan kyrkorna återupptagits på senare tid.

#### Västliga schismen 1378–1417
Sekelskiftet 1300 firades som jubelår i Rom, men det kommande århundradet skulle innebära bekymmer för kyrkans integritet. Förbindelserna med tysk-romerska kejsarmakten motsvarades inte av den franska kungamakten, som skulle visa sig vara mindre beskedlig.
I början av 1300-talet krävde kung Filip IV att de franska biskoparna skulle betala tribut, ungefär detsamma som extraskatt, något som katolska kyrkan i Frankrike tidigare frivilligt gjort, men nu ville alltså Filip tvinga fram skatt. Då kyrkan traditionellt varit skattebefriad, protesterade påve Bonifatius VIII mot detta världsliga krav genom en bulla, Unam sanctam 1302, i vilken han hävdade kyrkan andliga överhöghet över furstarna. Filip ignorerade denna bulla med stöd av det franska prästerskapet, och beskattade kyrkan i alla fall. Bonifatius VIII svarade med att bannlysa Filip, som i sin tur kontrade med att 1303 låta tillfångata den 68-årige påven. Han befriades snart, men dog samma år och i hans ställe valdes en fransman till påve. Bonifatius VIII omedelbare efterträdare var dock Benedictus XI (1303–1304) Den av kungen valde Clemens V slog sig 1309 på Filips initiativ ned i Avignon i Frankrike istället för i Rom. Där kom påvarna, samtliga fransmän, sedan att residera fram till 1377 under starkt inflytande av den franska kungamakten, något som kom att kallas påvarnas babyloniska fångenskap. En av många som försökte förmå påven att flytta tillbaka till Rom var svenskan Birgitta. Hon hann emellertid avlida innan det förverkligades.
Filips åtgärder slutade inte med detta. När han hade kontrollen över den påvliga förvaltningsapparaten använde han sig av sin makt för att lägga beslag på tempelherrarnas ansenliga förmögenhet.
Det var inte bara detta som försvagade kyrkan; det finns fler faktorer bakom nedgången. Korstågen hade misslyckats och det innebar en väsentlig prestigeförlust för kyrkan och påvemakten. Andra anledningar till sänkt anseende var det moraliska och kunskapsmässiga förfallet inom den kyrkliga organisationen.
År 1377 återvände påven till Rom, men dog året därpå. Då valdes en ny påve i Rom, men parallellt med det även en i Avignon. Under den stora västliga schismen 1378–1417 fanns alltså två påvar. 1409 försökte man genom ett kyrkomöte i Pisa lösa schismen genom att avsätta bägge påvarna och istället välja en ny. De två tidigare vägrade dock att finna sig i detta och plötsligt hade kyrkan tre påvar. Schismen löstes 1417, men då var den högmedeltida kyrkans internationella anseende skadat. Under schismen hade de nationellt avgränsade katolska kyrkorna närmat sig respektive kungamakt, vilket också beredde marken för reformationen.

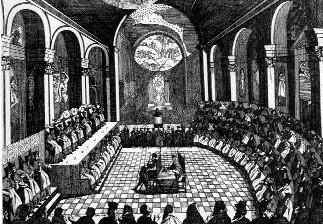
Konciliet i Trient (1545–1563) i äldre tryck.

### Reformationstiden
Reformationen under 1500-talet gjorde att den katolska kyrkan förlorade i inflytande i stora delar av norra Europa. Kyrkan samlade sig till motreformation vid Konciliet i Trient 1545–1563 varvid den omorganiserades och nya ordnar bildades varav till exempel Jesuitorden.
Vid tiden för de stora koloniseringarna kom katolicismen att spridas via spansk och portugisisk kolonisation till Latinamerika, Afrika och Indien.

### Första Vatikankonciliet
Första Vatikankonciliet kan sägas utgöra grunden för den moderna katolska kyrkan. Konciliet hade sin bakgrund i 1860-talets utmaningar, dels i form av industrialiseringens konsekvenser och de demografiska förändringar som skedde där många människor flyttade från sina traditionella gemenskaper, dels  att Kyrkostaten tappade makt och territorier som ett resultat av Italiens enande. Urholkandet av Kyrkostaten innebar ett försvagande av påvens sekulära makt, vilket föranledde det Första Vatikankonciliet att stärka påvens andliga auktoritet. Konciliet pågick 1869-70 och uttalade sig om att påven hade andlig auktoritet över hela världskyrkan och konciliet kom även överens om att påven var ofelbar, ett beslut som ytterligare stärkte påvens makt. Besluten möttes av starkt motstånd, inte minst från liberalt håll, som argumenterade för de statliga institutionernas företräde i anspråken på auktoritet.
Den centralism som Första Vatikankonciliet angav stärkte kyrkans auktoritet, samtidigt som en rad nya folkliga former av religiöst utövande fick ett uppsving, bland annat helgondyrkan. Kyrkan bemötte även industrialiseringens och urbaniseringens utmaningar genom att etablera nya församlingar i arbetartäta områden och genom att organisera arbetare i katolska fackföreningar och andra föreningar. Under samma tidsperiod pågick aktiva missioner på flera håll i Asien och Afrika, vilket resulterade i att kyrkan fick många nya medlemmar över hela världen. Sammantaget innebar det att den romersk-katolska kyrkan undvek att tappa medlemmar under tiden efter första världskriget, jämfört med många protestantiska kyrkor.

### 1900-tal
Under 1900-talet fortsatte katolska kyrkans globala räckvidd att växa, trots uppkomsten av anti-katolska auktoritära regimer och kollapsen av europeiska imperier, och en allmän religiös nedgång i väst. Under påvarna Benedictus XV och Pius XII förhöll sig den Heliga Stolen neutral under två världskrig.
Omkring 1943, under andra världskriget, planerade Adolf Hitler att kidnappa påven. Samtidigt som påve Pius XII hedrades för att ha hjälpt hundratals judar på flykt undan Förintelsen blev kyrkan också anklagad för att genom århundraden ha uppmuntrat antisemitism genom sina läror och att kyrkan inte gjorde tillräckligt för att stoppa nazisterna.
1978 valdes påve Johannes Paulus II som blev den förste icke-italienske påven på 455 år. Hans 26 år långa pontifikat är ett av historiens längsta. Johannes Paulus II spelade en central roll för kommunismens fall i Europa.

#### Efter Andra Vatikankonciliet

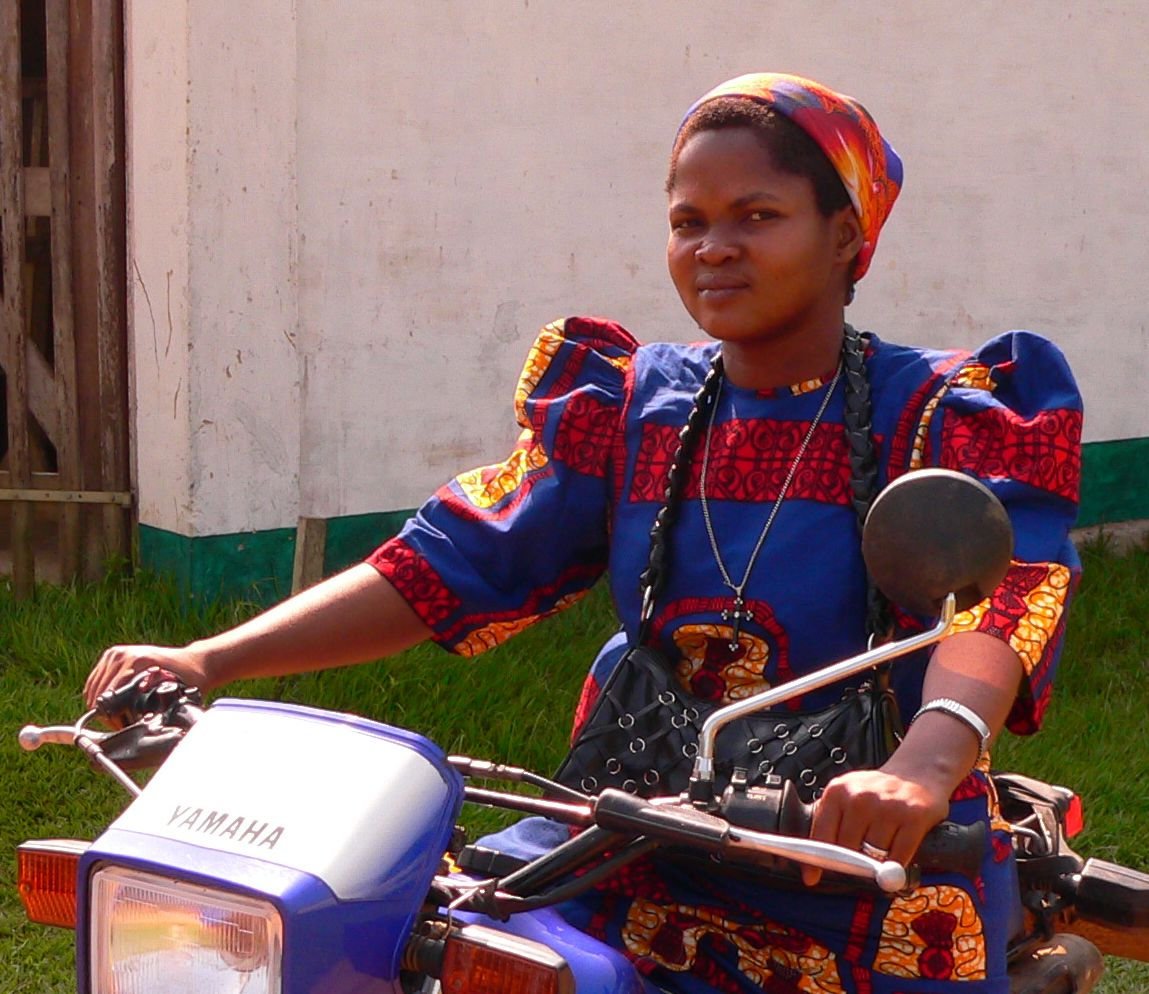
Katolsk nunna i Kongo-Kinshasa på motorcykel.

Andra Vatikankonciliet (1962–1965) hade stor betydelse för hur katolska kyrkan skulle förhålla sig till det moderna samhället och omvärlden. Det anses av många vara 1900-talets viktigaste kyrkohistoriska händelse[källa behövs] och en av de viktigaste händelserna i den katolska kyrkans historia. Företrädare för liberala inriktningar förespråkade en radikal reformation av kyrkan för att möta en ökande sekulariserad omvärld, medan mer konservativa argumenterade för bevarandet av traditioner.
Andra Vatikankonciliet producerade fyra konstitutioner, nio dekret och tre deklarationer. Efter konciliet deltar katolska kyrkan mer i ekumeniskt arbete. Andra Vatikankonciliet skapade samtidigt debatt om huruvida katolska kyrkans doktriner ändrats.
År 1969 införde påve Paulus VI en ny mässordning för den Latinska delkyrkan. Som följd kan gudstjänst i den romerska riten numera firas på andra språk än latin, som dock förblir den latinska kyrkans normerande språk också i liturgin. Den 7 juli 2007 förklarade påve Benedictus XVI i sin skrivelse Summorum pontificum att den romerska ritens äldre form förblir en levande och aktuell del av den katolska kyrkans gudstjänstliv.

#### Sexuella övergrepp av kyrkofunktionärer
Från 1980 till 2015 betalade katolska kyrkan, enligt Royal Commission into Institutional Responses to Child Sex Abuse i Australien ut 276 miljoner australiska dollar till minderåriga offer för sexualbrott i kyrkans institutioner. Medelstorleken på utbetalning var 91 000 AUS och antalet offer var 3 066 och omfattade ersättning i form av skadestånd, behandling och advokatkostnader och i medeltal hade 33 år förflutit mellan övergreppen och utbetalningen. Offrens medelålder var 10 år för pojkar och 11 år för flickor. Kommissionen erfor att det var svårt för offren att träda fram och att det verkliga antalet offer sannolikt var högre. Katolska kyrkan vägrade initialt tro på vittnesmålen från barnen, istället negligerade man och bestraffade barnen som vågade berätta. Istället förstörde kyrkans anställda bevisen och flyttade de skyldiga kyrkofunktionärerna från församling till församling. Av de 1 880 som ställts till svars för övergreppen var 90% män. Mellan 1950 och 2010 hade 7% av alla katolska präster i Australien varit föremål för klagomål.

#### Ekumenik
Påve Johannes XXIII och Andra Vatikankonciliet införde en ny praxis som mera tog fasta på goda relationer med andra kristna än på läroskillnaderna. Bön med icke-katoliker tilläts i kontrast till tidigare kyrkolag.[källa behövs]
Vatikanens Troskongregation arbetar bland annat med ekumenik med de ortodoxa och protestantiska samfunden. Dokumentet Responsa ad quaestiones (2007), som bär kardinal William Joseph Levadas signum, hänvisar till vad som beslutades under Andra Vatikankonciliet och därefter åter fastslagits av Vatikanen upprepade gånger, senast i dokumentet Dominus Iesus (2000). Responsa ad quaestiones fastslår att samfund utanför katolska kyrkan inte uppfyller villkoren som kyrkor i egentlig mening, undantaget ortodoxa kyrkor som upprätthåller den katolska synen på sakramenten och prästämbetet.[källa behövs] Men katolska kyrkan erkänner också att det finns mycket kristen tro, hopp och kärlek utanför katolska kyrkans synliga gränser (enligt katolska kyrkans katekes). När det gäller ekumeniska diskussioner hävdar dokumentet att "dialog bara är konstruktiv om deltagarna visar trohet mot den katolska identiteten".[källa behövs]

### 2000-talet

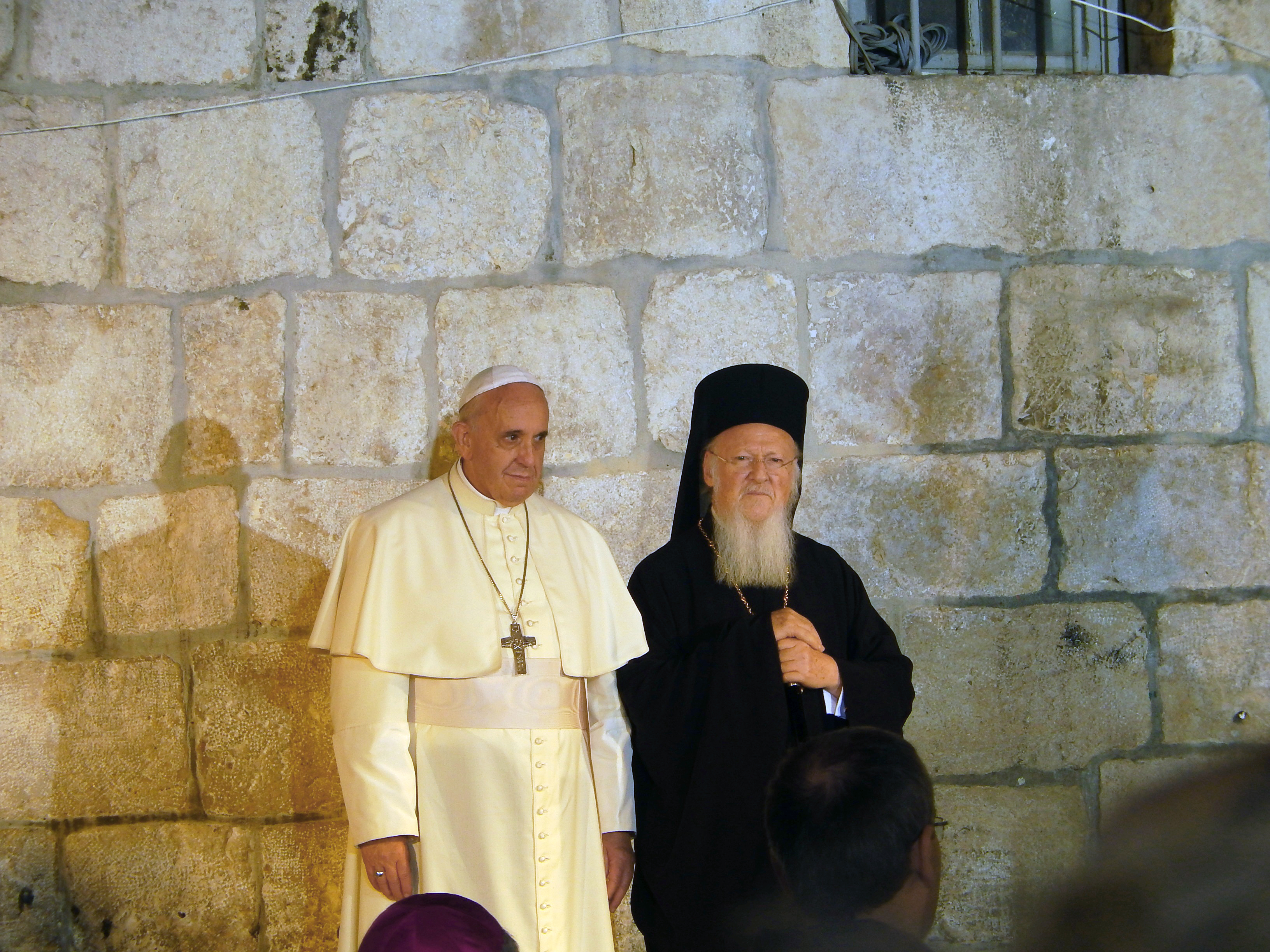
Påve Franciskus och patriark Bartolomaios I av Konstantinopel, i Jerusalem.

2005 valdes påve Benedictus XVI som blev känd för att upprätthålla traditionella kristna värden mot sekulariseringen. 2013 valde Benedictus att abdikera och han blev därmed den förste påven att abdikera på nära 600 år.
Påve Franciskus valdes 2013 och blev därmed den förste icke-europeiska påven sedan Gregorius III. Franciskus arbetade för att försöka motverka främlingskapet mellan katolicismen och de österländska kyrkorna. Vid hans påveinstallation närvarade patriarken Bartolomaios I av Konstantinopel, vilket var den första gången patriarken av Konstantinopel närvarade vid en påveinstallation sedan den stora schismen 1054. Under ett besök i Egypten 2017 återinförde Franciskus ett ömsesidigt erkännande av dopet med den koptisk-ortodoxa kyrkan.
2025 valdes påve Leo XIV.

### Fotnoter
1. ↑  Annuario Pontificio
2. ↑  Svensk uppslagsbok 1955 Arkiverad 27 februari 2015 hämtat från the Wayback Machine.
3. ↑  Store norske leksikon/ den katolske kirke
4. ↑  Nationalencyklopedin
5. ↑  http://www.vatican.va/archive/hist_councils/ii_vatican_council/documents/vat-ii_const_19641121_lumen-gentium_lt.html
6. 1 2 3  ”The Roman Catholic Church: facts and figures”. GlobalPost – International News. http://www.globalpost.com/dispatch/news/afp/130310/the-roman-catholic-church-facts-and-figures. Läst 1 mars 2015.
7. ↑  ”Statistics by Country, by Catholic Population [Catholic-Hierarchy”]. www.catholic-hierarchy.org. https://www.catholic-hierarchy.org/country/sc1.html. Läst 18 augusti 2025.
8. ↑  Agnew, John (12 February 2010). "Deus Vult: The Geopolitics of Catholic Church". Geopolitics 15 (1): 39–61. doi:10.1080/14650040903420388.
9. ↑  MacCulloch, Christianity, p. 127.
10. ↑  ”Definition at http://www.Dictionary.com”. Dictionary.reference.com. http://dictionary.reference.com/browse/catholic. Läst 30 juni 2011.
11. 1 2  ”Catholic”. Catholic. Newadvent.org. 1 November 1908. http://www.newadvent.org/cathen/03449a.htm. Läst 17 augusti 2012.
12. ↑  ”Cyril of Jerusalem, Lecture XVIII, 26”. Tertullian.org. 6 augusti 2004. http://www.tertullian.org/fathers2/NPNF2-07/Npnf2-07-23.htm. Läst 17 augusti 2012.
13. ↑  "catholic, adj. and n." Oxford English Dictionary Online. Oxford University Press, June 2014. Web. 7 August 2014. Excerpt: "After the separation of East and West 'Catholic' was assumed as its descriptive epithet by the Western or Latin Church, as 'Orthodox' was by the Eastern or Greek. At the Reformation the term 'Catholic' was claimed as its exclusive right by the body remaining under the Roman obedience, in opposition to the 'Protestant' or 'Reformed' National Churches. These, however, also retained the term, giving it, for the most part, a wider and more ideal or absolute sense, as the attribute of no single community, but only of the whole communion of the saved and saintly in all churches and ages. In England, it was claimed that the Church, even as Reformed, was the national branch of the ‘Catholic Church’ in its proper historical sense." Note: The full text of the OED definition of "catholic" can be consulted here.
14. ↑  McBrien, Richard (2008). The Church. Harper Collins. p. xvii. Online version available Browseinside.harpercollins.com Arkiverad 27 augusti 2009 hämtat från the Wayback Machine.. Quote: "[T]he use of the adjective 'Catholic' as a modifier of 'Church' became divisive only after the East–West Schism... and the Protestant Reformation. ... In the former case, the Western Church claimed for itself the title Catholic Church, while the East appropriated the name Orthodox Church. In the latter case, those in communion with the Bishop of Rome retained the adjective "Catholic", while the churches that broke with the Papacy were called Protestant."
15. ↑  Catechism of the Catholic Church. Vatican.va. Retrieved 1 May 2009.
16. ↑  The Vatican. Documents of the II Vatican Council. Retrieved 4 May 2009. Note: The Pope's signature appears in the Latin version.
17. ↑  ”Eastern Catholic statistics”. cnewa.org. https://cnewa.org/redirect-magazine.php?ID=125&pagetypeID=1&sitecode=HQ&pageno=1. Läst 18 augusti 2025.
18. ↑  ”romersk-katolska kyrkan, enkel - NE.se”. www.ne.se. https://www.ne.se/uppslagsverk/encyklopedi/enkel/romersk-katolska-kyrkan. Läst 22 april 2025.
19. ↑  ”The Catholic Church in the World”. gcatholic.org. https://gcatholic.org/dioceses/. Läst 18 augusti 2025.
20. ↑  ”Katolska kyrkans katekes”. katekesen.se. http://www.katekesen.se/. Läst 1 mars 2015.
21. ↑  Romarbrevet 1:20.
22. ↑  ”Paragraf 6”. Katolska kyrkansk katekes. katekesen.se. http://www.katekesen.se/index.htm?kkk355-.htm#370.
23. ↑  Nicensk-konstantinopolitanska trosbekännelsen
24. ↑  Nicensk-konstantinopolitanska trosbekännelsen
25. ↑  Matteusevangeliet 16:18.
26. ↑  Jfr. Till exempel Första Korintierbrevet 12:27.
27. ↑  Jfr. Till exempel Uppenbarelseboken 21:2.
28. ↑  Jfr. Till exempel Första Petrusbrevet 1:15f.
29. ↑  Lumen gentium, 8:1.
30. ↑  Se till exempel dokumenten Dominus Iesus och Responsa ad quaestiones.
31. ↑  ”Kristi verk i liturgin (1084)”. Katolska kyrkans katekes. http://www.katekesen.se/index.htm?kkk1066-.htm#1084.
32. ↑  ”Dop”. Stockholm Katolska Stift. https://www.katolskakyrkan.se/forsamlingsliv/dop. Läst 18 augusti 2025.
33. 1 2 3 4 5   Katolska kyrkans katekes. Catholica
34. ↑  ”Konfirmationen”. Stockholm Katolska Stift. https://www.katolskakyrkan.se/forsamlingsliv/kyrkans-sju-sakrament/konfirmationen. Läst 18 augusti 2025.
35. ↑  ”F - Frälsning, Första kommunion”. Stockholm Katolska Stift. https://www.katolskakyrkan.se/i-sverige/katolska-kyrkan-en-snabbkurs/var-tro-fran-a-till-o/f-fralsning-forsta-kommunion. Läst 18 augusti 2025.
36. ↑  ”Transubstantiation | Definition & Doctrine | Britannica” (på engelska). www.britannica.com. https://www.britannica.com/topic/transubstantiation. Läst 18 augusti 2025.
37. ↑  ”Eukaristin”. Stockholm Katolska Stift. https://www.katolskakyrkan.se/forsamlingsliv/kyrkans-sju-sakrament/eukaristin. Läst 18 augusti 2025.
38. ↑  ”Bikten”. Stockholm Katolska Stift. https://www.katolskakyrkan.se/forsamlingsliv/kyrkans-sju-sakrament/bikten. Läst 18 augusti 2025.
39. ↑  ”De sjukas smörjelse”. Stockholm Katolska Stift. https://www.katolskakyrkan.se/forsamlingsliv/kyrkans-sju-sakrament/de-sjukas-smorjelse. Läst 18 augusti 2025.
40. ↑  ”Vigningen”. Stockholm Katolska Stift. https://www.katolskakyrkan.se/forsamlingsliv/kyrkans-sju-sakrament/vigningen. Läst 18 augusti 2025.
41. ↑  ”Bishop's Quiet Action Allows Priest Both Flock and Family (Published 1997)” (på engelska). 16 februari 1997. https://www.nytimes.com/1997/02/16/us/bishop-s-quiet-action-allows-priest-both-flock-and-family.html. Läst 18 augusti 2025.
42. ↑  ”Äktenskapet”. Stockholm Katolska Stift. https://www.katolskakyrkan.se/forsamlingsliv/kyrkans-sju-sakrament/aktenskapet. Läst 18 augusti 2025.
43. ↑  ”Vatican congregation reaffirms truth, oneness of Catholic Church”. Catholic News Service. Arkiverad från originalet den 10 juli 2007. http://webarchive.loc.gov/all/20070710201403/http://www.catholicnews.com/data/stories/cns/0703923.htm. Läst 17 mars 2012.
44. ↑  Mall:CCC
45. ↑  Hitchcock, Geography of Religion (2004), p. 281, quote: "Some (Christian communities) had been founded by Peter, the disciple Jesus designated as the founder of his church. ... Once the position was institutionalized, historians looked back and recognized Peter as the first pope of the Christian church in Rome"
46. ↑  Norman, The Roman Catholic Church an Illustrated History (2007), pp. 11, 14, quote: "The Church was founded by Jesus himself in his earthly lifetime.", "The apostolate was established in Rome, the world's capital when the church was inaugurated; it was there that the universality of the Christian teaching most obviously took its central directive–it was the bishops of Rome who very early on began to receive requests for adjudication on disputed points from other bishops."
47. ↑  MacCulloch, Christianity, pp.127–131.
48. ↑  Duffy, pp. 9–10.
49. ↑  Chadwick, Henry, p. 37.
50. ↑  Duffy, p. 18.
51. ↑  Norman, The Roman Catholic Church an Illustrated History (2007), p. 81
52. 1 2  Riches, Christopher (2020). ”Catholic Church, Roman”. A dictionary of contemporary world history: over 2800 entries. Oxford reference online (Sixth edition). Oxford University Press. ISBN 978-0-19-189094-9. Läst 24 april 2025
53. ↑  ”The Catholic Church & the Crisis of Modernism” (på amerikansk engelska). The Hope Canteen. 5 juli 2020. https://www.hopecanteen.org/the-roman-catholic-church-and-the-modernist-controversy/. Läst 18 augusti 2025.
54. ↑  ”Natten under vintern 1944 då nazisterna ville kidnappa påven Pius XII”. www.archivioradiovaticana.va. https://www.archivioradiovaticana.va/storico/2016/07/06/natten_under_vintern_1944_d%C3%A5_nazisterna_ville_kidnappa_p%C3%A5ven_pius_xii/sv-1242331. Läst 18 augusti 2025.
55. ↑  ”Feldkamp: Pope Pius XII knew early about Holocaust and saved many Jews - Vatican News” (på engelska). www.vaticannews.va. 1 februari 2022. https://www.vaticannews.va/en/church/news/2022-02/feldkamp-pope-pius-xii-holocaust-history-archives.html. Läst 18 augusti 2025.
56. ↑  ”New Accusations Of a Vatican Role In Anti-Semitism; Battle Lines Were Drawn After Beatification of Pope Pius IX (Published 2001)” (på engelska). 1 september 2001. https://www.nytimes.com/2001/09/01/arts/new-accusations-vatican-role-anti-semitism-battle-lines-were-drawn-after.html. Läst 18 augusti 2025.
57. ↑  ”John Paul II And The Fall Of Communism | John Paul II - The Millennial Pope | FRONTLINE | PBS”. www.pbs.org. https://www.pbs.org/wgbh/pages/frontline/shows/pope/communism/. Läst 18 augusti 2025.
58. ↑  ”4,444 allegations of clerical sex abuse in Australia’s Catholic institutions” (på amerikansk engelska). The Irish Times. http://www.irishtimes.com/news/world/asia-pacific/4-444-allegations-of-clerical-sex-abuse-in-australia-s-catholic-institutions-1.2965217. Läst 28 maj 2017.
59. ↑  ”Catholic Church paid A$276m to abuse victims in Australia” (på brittisk engelska). BBC News. 16 februari 2017. http://www.bbc.com/news/world-australia-38988995. Läst 28 maj 2017.
60. ↑  ”Australia's Cardinal Pell testifies from Rome in abuse inquiry” (på brittisk engelska). BBC News. 29 februari 2016. http://www.bbc.com/news/world-australia-35665405. Läst 28 maj 2017.
61. ↑  Johnston, Jerry Earl (18 februari 2006). ”Jerry Earl Johnston: Benedict's encyclical offers hope for world” (på engelska). DeseretNews.com. Arkiverad från originalet den 2 april 2015. https://web.archive.org/web/20150402092429/http://www.deseretnews.com/article/1,5143,635185276,00.html. Läst 18 augusti 2025.
62. ↑  Brandon Ambrosino (13 juli 2018). ”Everything you need to know about Pope Francis” (på amerikansk engelska). Vox. https://www.vox.com/2018/7/13/17570124/who-is-pope-francis. Läst 18 augusti 2025.
63. ↑  ”HuffPost - Breaking News, U.S. and World News” (på engelska). HuffPost. https://www.huffpost.com/. Läst 18 augusti 2025.
64. ↑  ”Our Eastern Brothers” (på engelska). www.kofc.org. Arkiverad från originalet den 25 maj 2017. https://web.archive.org/web/20170525144237/http://www.kofc.org/un/en/columbia/detail/2013_05_eastern.html. Läst 18 augusti 2025.
65. ↑  Andrew Miiller • May 3; 2017. ”Catholics and Copts Recognize Shared Baptism” (på engelska). theTrumpet.com. https://www.thetrumpet.com/15756-catholics-and-copts-recognize-shared-baptism. Läst 18 augusti 2025.